# 3973 Ogilvie
A 3973 Ogilvie (ideiglenes jelöléssel 1981 UC1) a Naprendszer kisbolygóövében található aszteroida. Laurence G. Taff fedezte fel 1981. október 30-án.